# Грищенко Геннадій Михайлович
Геннадій Михайлович Грищенко (нар. 9 квітня 1960, м. Київ) — генерал-майор, начальник Управління Служби безпеки України у Дніпропетровській області у 2014—2015 роках.

## Життєпис
Народився у місті Києві.
Здобував спеціальність у Вільнюському вищому командному училищі радіоелектроніки ППО.
У подальшому, після перебування на різних військових посадах в армії, був зарахований до спецслужби.
Геннадій Грищенко починав службу в органах держбезпеки з 1986 року на посаді оперуповноваженого військової контррозвідки. З лютого 1993 по серпень 2011 року проходив службу в управлінні Служби безпеки України у Дніпропетровській області, де працював на оперативних та керівних посадах у підрозділах військової контррозвідки, захисту національної державності, боротьби з корупцією та організованою злочинністю. У 2010—2011 роках займав посаду заступника начальника Управління Служби безпеки України у Дніпропетровській області.
З 5 серпня 2011 року по 7 грудня 2012 року очолював управління СБУ в Івано-Франківській області.
24 серпня 2012 року полковнику Грищенко надано звання генерал-майора.
У 2012—2013 роках очолював управління СБУ в Закарпатській області.
2 вересня 2013 року був звільнений з посади начальника та виведений у запас.
Надавав активне сприяння українським патріотам під час Євромайдану, через що не люстрований новою владою, а навпаки, отримав кар'єрне підвищення.
Указом виконувача обов'язків Президента України від 17 квітня 2014 року призначений начальником управління Служби безпеки України у Дніпропетровській області.
26 жовтня 2014 року був звільнений з посади начальника, від того часу і до 9 січня 2015 року — виконувач обов'язків начальника Управління Служби безпеки України у Дніпропетровській області.
З 14 листопада 2014 року по лютий 2015 року — позаштатний радник голови Дніпропетровської ОДА.

## Боротьба з сепаратизмом та екстремізмом
Грищенко максимально посилив боротьбу з сепаратизмом та екстремізмом.
1 вересня 2014 року силами СБУ затримано комуністів Сергія Ткаченка та Дениса Тимофєєва з Кам'янського, обвинувачені за статтями 110 і 263 Кримінального кодексу України. У 2015 році справи вдалося довести до суду. Того ж року у Дніпропетровську Служба безпеки України викрила ще одну «банду» комуністів, що збиралася проголосити «Дніпропетровську народну республіку».
5 листопада 2014 року у Дніпропетровську Службою безпеки України було арештовано Сімутіна Євгена Євгеновича за адміністрування групи «Дніпропетровська народна республіка» в соціальній мережі VK.
Також 2014 року у Дніпропетровську було затримано Абрамова Андрія Івановича, Бакуненка Вадима Миколайовича, Галку Аллу Володимирівну, Горбенка Олександра Арнольдовича (причина затримання — виявлення при обшуку примірників газети «Новороссія»). Також затримано Гусак Олену Сергіївну (аналогічна причина затримання), Козинець Сергія, Кригіна Олександра Вікторовича, Левандовського Франца та Супруненка Максима Геннадійовича.